# USS Spadefish (SS-411)
Za druga plovila z istim imenom glejte USS Spadefish.
USS Spadefish (SS-411) je bila jurišna podmornica razreda balao v sestavi Vojne mornarice Združenih držav Amerike.
Med drugo svetovno vojno je podmornica opravila 5 bojnih patrulj.